# Визейская (шахта)
Государственное открытое акционерное общество «Шахта „Визейская“» (Прежнее название — Великомостовская № 8) — угольная шахта во Львовско-Волынском угольном бассейне. Входит в Производственное объединение Государственное коммунальное хозяйство «Львовуголь».

## Характеристики
Фактическая добыча угля — 2792/1171 тонн в сутки (соответственно 1990 и 1999 годы). В 2003 году добыто 165 тысяч тонн угля.
Максимальная глубина — 435/457 м (1990/1999). Протяжённость подземных выработок — 40,7/37,7 км (1990/1999 годы). Разрабатывает пласты n7, n7н, n7в, n8в мощностью 1,01-1,16 м с углами падения 0—3 градусов. Количество очистных забоев — 4/2, подготовительных — 5/2 (соответственно 1990 и 1999 годы).
Количество работающих: 1432/1267 человек, из них подземных 1034/857 человек (1990/1999).
В данный момент шахта закрыта, оборудование полностью демонтировано и засыпано.

## Адрес
80080, село Селец, Шептицкий район, Львовская область, Украина.